# Kim Dong-yeon
Kim Dong-yeon (tiếng Hàn: 김동연; Hanja: 金東兗; sinh ngày 28 tháng 1 năm 1957) là một chính trị gia người Hàn Quốc, hiện giữ chức thống đốc thứ 36 của tỉnh Gyeonggi từ ngày 1 tháng 7 năm 2022. Trước đó ông từng giữ chức Bộ trưởng Kinh tế và Tài chính thứ 4 và Phó Thủ tướng từ năm 2017 đến năm 2018.